# علامة اليد البيضاء
تعد هذه العلامة الطبية المسماة بعلامة اليد البيضاء متلازمة توصف بتبييض ملحوظ على جلد اليد تنتج عن تغير في وضعية الجسم مؤديًا إلى ضغط على الشريان الموجود تحت الترقوة (بالإنجليزية: Subclavian artery)‏  إضافة إلى توقف مؤقت للدورة الدموية في الجسم كما يحدث في كثير من الأحيان مع مرضى متلازمة مخرج الصدر (بالإنجليزية: Thoracic outlet syndrome)‏ وهي متلازمة معقدة تنتج عن ضغط على مختلف الأعصاب والأوعية الدموية الموجودة بين الإبط وقاعدة الرقبة.